# Oxira moltrechti
Oxira moltrechti là một loài bướm đêm trong họ Noctuidae.